# Psathyropus tenuis
Psathyropus tenuis is een hooiwagen uit de familie Sclerosomatidae.